# 354型レーダー
354型レーダー（英語: Type 354 radar、中: 354型対空対海捜索雷達）は、中国で開発された2次元レーダー。輸出名はMX-902「アイ・シールド」。
ソビエト連邦のフート-N（NATOコードネーム：スリム・ネット）の改良型とされており、これと同様の、横に細長い、いわゆるオレンジピール型のパラボラアンテナを採用している。アンテナ部は、ロール角・ピッチ角ともに安定化されている。4個の目標を同時に追尾し、うち2個に射撃を指向できるとされている。
中国人民解放軍海軍において、1970年代から1980年代にかけて建造された水上戦闘艦に、低空警戒・対水上捜索用の目標捕捉レーダーとして搭載された。1990年代に入ると、053H2G型（江衛I型）以降のフリゲートではRAN-10Sを山寨化した360型が、また、051G型（旅大III型）以降の駆逐艦ではDRBV-15を山寨化した363S型が搭載されるようになり、本機の新規の搭載は行われなくなっている。

## 搭載艦艇
中国人民解放軍海軍
- 051型駆逐艦（旅大型） ※旅大III型を除く
- 053H型フリゲート（江滬I型）
- 053H1型フリゲート（江滬II型）
- 053H2型フリゲート（江滬III型）
- 053H1Q型フリゲート（江滬IV型）